# المحلة (جازان)
قرية قاع ابن معدة المَحَلَّة أو المحلة القديمة أو المحلة غَوّان أو مَحَلَّة غَوَّان، إحدى قرى منطقة جازان وهي قرية سكنية تابعة لمحافظة صبيا جنوب غرب السعودية. تبعد 25 كم باتجاه الشمال الغربي من مدينة صبيا. كما تقع بالقرب من مدينة بيش.

## الموقع
تقع قرية المحلة بالقرب من وادي بيش الواقع غرب القرية الذي يبعد عنها حوالي 1 كيلومتر، وتبعد حوالي 65 كيلومترا بالاتجاه الشمالي الشرقي من مدينة جازان، لها عند خط طول 42 درجة وخط العرض 17 درجة.

## وصلات خارجية
- بيانات المجلس البلدي من الأمانة العامة لشؤون المجالس البلدية.
- حصر الخدمات بالمدن والقرى بمنطقة جازان.
- دليل الخدمات بمنطقة جازان.
- مصلحة الإحصاءات العامة والمعلومات.